# Shen Yue
Shen Yue (ur. 441, zm. 513) – chiński uczony, historyk i poeta.
Pochodził z terenu dzisiejszej prowincji Zhejiang. Jego życie przypadło na czasy rządów trzech dynastii: Liu Song, południowej Qi i Liang. Shen służył jako urzędnik na dworze każdej z nich, zajmując się pisarstwem historycznym. Z ponad 400 zwojów dzieł, które wyszły spod jego ręki, większość zaginęła. Pierwotnie był taoistą, w dojrzałym wieku nawrócił się na buddyzm, co znalazło odbicie w jego poezji, w której zdarzało mu się wyrażać żal za młodzieńcze wybryki, w tym miłosne przygody z przedstawicielami obu płci. Shen Yue był mistrzem tzw. prozy paralelnej, a także poezji shi. Wśród jego dzieł prozą są edykty i liczne pisma okolicznościowe.
Głównym dokonaniem Shena była oficjalna kronika dziejów dynastii Liu Song, Song Shu, zachowana do czasów współczesnych z ubytkami. Datowana na rok 488, poza wartością historyczną, jest ona istotnym dziełem dla poznania poezji gatunku yuefu (ballad). W jej skład wchodzi Traktat o muzyce” (Yue Ji), najważniejsze źródło tekstów ballad. Shen Yue włączył „do swej kroniki 16 tekstów, obecnie datowanych na okres Han, które określił jako „koncertowe”, oraz zbiór 18 tekstów pod wspólnym tytułem „Osiemnaście pieśni Hanowskich na dzwon nao” (Han naoge shiba shou); te ostatnie to jedne z najdawniejszych zachowanych wierszy typu ballady.
Zajmował się także poezją i studiami literackimi, jest autorem traktatu na temat prozodii. Opisał w nim istniejący w języku chińskim system tonów. Jego „Podręcznik czterech tonów” (Sisheng pu) zaginął w oryginale, ale jego część została zachowana w tłumaczeniu na japoński przez mnicha Kūkaia w jego Bunkyō hifuron.
Shen Yue wykorzystał swoje studia nad tonami dla wyjaśniania fonologii sanskrytu w buddyjskich sutrach, a także we własnej poezji. Wraz z Wang Rongiem stworzyli zestaw reguł użycia w wierszu takich środków literackich jak rozmieszczenie tonów, rymów i aliteracji. W ustalaniu tych zasad wzorowali się na modelach obowiązujących w sanskrycie. Sam Shen nie zawsze trzymał się stworzonych przez siebie reguł, niemniej od późnych lat 80. V wieku wyraźnie widać zastosowanie tonalnej prozodii w jego poezji.
Teorie Shen Yue stały się podstawą do rozwoju tzw. „poezji współczesnej” (jinti shi) za czasów dynastii Tang; tangowscy teoretycy rozwinęli też jego idee na temat „ośmiu błędów” prozodii.
Wnuczką Shen Yue była poetka Shen Manyuan.